# Фейцарук Олександр Володимирович
Олекса́ндр Володи́мирович Фейцару́к — сержант Збройних сил України.

## Нагороди
За особисту мужність і героїзм, виявлені у захисті державного суверенітету та територіальної цілісності України, вірність військовій присязі під час бойових дій та при виконанні службових обов'язків, відзначений — нагороджений
- 13 серпня 2015 року — орденом «За мужність» III ступеня.